# ホ・ジウォン
ジウォン（지원）は、韓国のアイドル。ファッションモデル。女性アイドルグループ「Cherry Bullet」の元メンバー。

## 来歴
- 当初は、NEGA Networkに所属し、現MOMOLANDのナンシーらとともに「Little」というグループでデビューを目指していた[4]
- 2013年にSBSで放送された『K-POP STAR SEASON 3』に参加。
- 2017年から2018年にユジュとともにスマート学生服モデルを務めた
- 2019年にFNCエンターテインメントから「Cherry Bullet」のメンバーとしてデビュー。2021年には、Mnetのオーディション番組『Girls Planet 999』に参加した[5][6]。
- 2025年、ファッションメディア「JJ」の専属モデルに就任[7]。

## 出演

### テレビ番組
- K-POP STAR SEASON 3（2013年、SBS）
- Girls Planet 999（2021年、Mnet）
- QUEENDOM PUZZLE（2023年、Mnet）

### MV
- パク・ボゴム「Let's go see the stars(별 보러 가자)」（2018年）